# Чемпионат мира по лёгкой атлетике 2017 — эстафета 4×400 метров (мужчины)
Соревнования в эстафете 4×400 метров у мужчин на чемпионате мира по лёгкой атлетике 2017 года прошли 12 и 13 августа в британском Лондоне на Олимпийском стадионе.
К соревнованиям были допущены 16 сильнейших сборных мира. Первые 8 команд-участниц определились в апреле 2017 года — ими стали все финалисты чемпионата мира по эстафетам, прошедшего на Багамских Островах. Оставшиеся 8 мест были распределены по итогам рейтинга, в зачёт которого шли два лучших результата сборных, показанные в период с 1 января 2016 года по 23 июля 2017 года.
Действующим чемпионом мира в эстафете 4×400 метров являлась сборная США.

## Медалисты

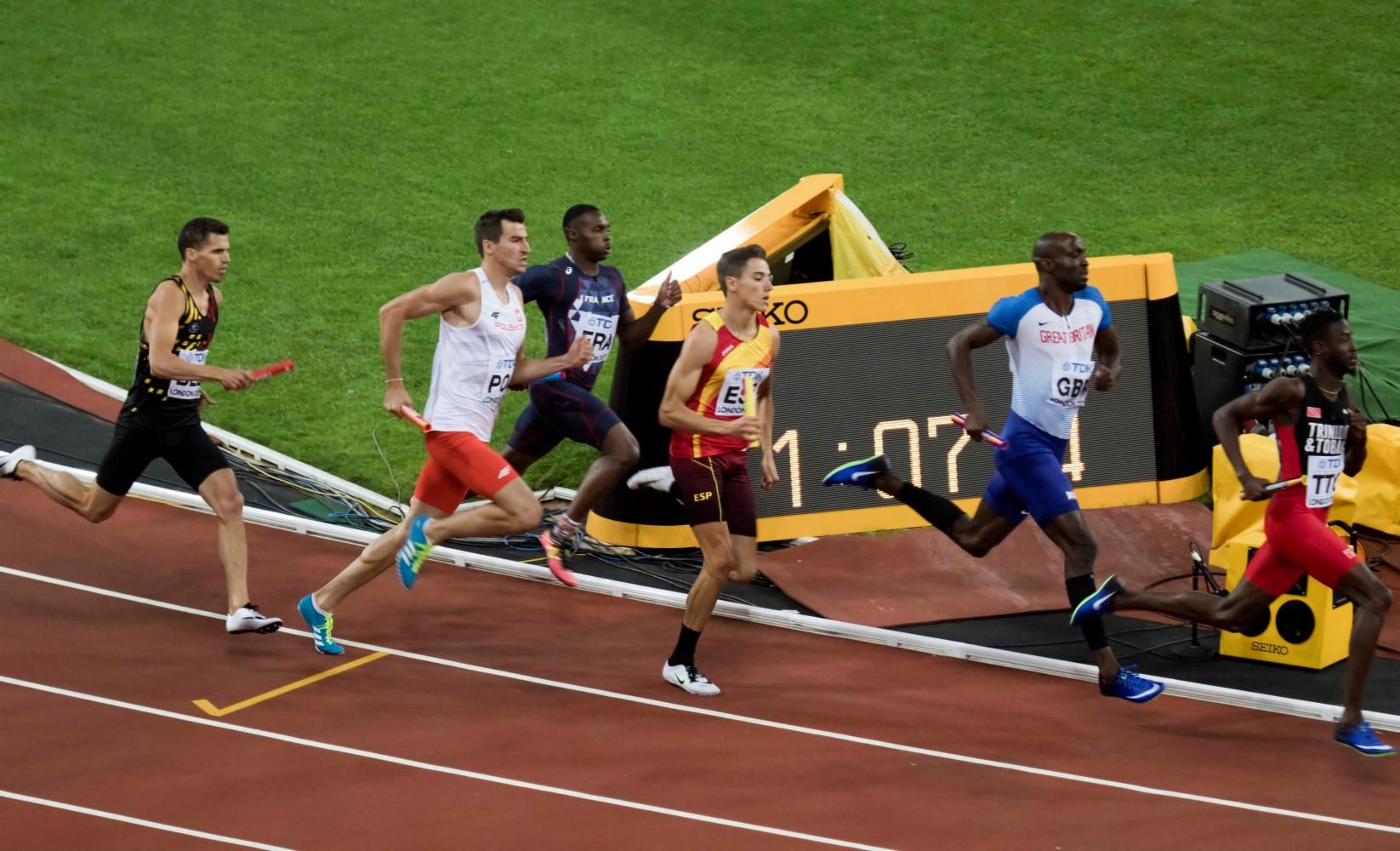
Финал

| Золото                                                                                             | Серебро                                                                                     | Бронза                                                                                   |
| Тринидад и Тобаго · Джаррин Соломон · Джерим Ричардс · Мейчел Седенио · Лалонде Гордон · Ренни Кво | США · Уилберт Лондон · Гил Робертс · Майкл Черри · Фред Керли · Бришон Неллум · Тони Маккей | Великобритания · Мэттью Хадсон-Смит · Дуэйн Коуэн · Рабах Юсиф · Мартин Руни · Джек Грин |

## Рекорды
До начала соревнований действующими были следующие рекорды.
| Мировой рекорд                 | США · Эндрю Валмон · Куинси Уоттс · Батч Рейнольдс · Майкл Джонсон         | 2.54,29 | Штутгарт, Германия | 22 августа 1993 |
| Рекорд чемпионатов мира        | США · Эндрю Валмон · Куинси Уоттс · Батч Рейнольдс · Майкл Джонсон         | 2.54,29 | Штутгарт, Германия | 22 августа 1993 |
| Лучший результат сезона в мире | Техасский университет A&M Ричард Роуз Майлик Керли Роберт Грант Фред Керли | 2.59,95 | Юджин, США         | 7 июня 2017     |

## Расписание
| Дата            | Время | Раунд соревнований     |
| --------------- | ----- | ---------------------- |
| 12 августа 2017 | 11:50 | Предварительные забеги |
| 13 августа 2017 | 21:15 | Финал                  |

Время местное (UTC+1:00)

## Результаты
Обозначения: Q — Автоматическая квалификация | q — Квалификация по показанному результату | WR — Мировой рекорд | AR — Рекорд континента | CR — Рекорд чемпионатов мира | NR — Национальный рекорд | WL — Лучший результат сезона в мире | SB — Лучший результат в сезоне | DNS — Не стартовали | DNF — Не финишировали | DQ — Дисквалифицированы

### Предварительные забеги
Квалификация: первые 3 команды в каждом забеге (Q) плюс 2 лучших по времени (q) проходили в финал.
| Место | Команда                                                                       | Забег | Результат | Примечания |
| ----- | ----------------------------------------------------------------------------- | ----- | --------- | ---------- |
| 1     | США (Уилберт Лондон, Бришон Неллум, Майкл Черри, Тони Маккей)                 | 2     | 2:59.23   | Q, WL      |
| 2     | Тринидад и Тобаго (Ренни Кво, Джерим Ричардс, Мейчел Седенио, Лалонде Гордон) | 2     | 2:59.35   | Q, SB      |
| 3     | Бельгия (Дилан Борле, Джонатан Борле, Робин Вандербемден, Кевин Борле)        | 2     | 2:59.47   | Q, SB      |
| 4     | Великобритания (Рабах Юсиф, Дуэйн Коуэн, Джек Грин, Мартин Руни)              | 2     | 3:00.10   | q, SB      |
| 5     | Франция (Людви Вайян, Томас Жордье, Мамаду Элиман Анн, Тедди Атин-Венель)     | 2     | 3:00.93   | q, SB      |
| 6     | Испания (Оскар Усильос, Лукас Буа, Дарвин Эчеверри, Самуэль Гарсия)           | 1     | 3:01.72   | Q, SB      |
| 7     | Польша (Каетан Душиньский, Лукаш Кравчук, Тимотеуш Зимны, Рафал Омелько)      | 1     | 3:01.78   | Q, SB      |
| 8     | Куба (Уильям Кольясо, Адриан Чакон, Леандро Самора, Йоандис Лескай)           | 1     | 3:01.88   | Q, SB      |
| 9     | Ямайка (Питер Мэттьюс, Стивен Гейл, Джамари Роуз, Рушин Макдональд)           | 1     | 3:01.98   | SB         |
| 10    | Индия (Кунху Путанпураккал, Джейкоб Амодж, Мухаммед Анас Яхия, Арокиа Раджив) | 1     | 3:02.80   | SB         |
| 11    | Багамские Острова (Алонсо Расселл, Майкл Мэтью, Оджей Фергюсон, Рамон Миллер) | 1     | 3:03.04   | SB         |
| 12    | Колумбия (Джон Солис, Диего Паломеке, Хильмар Эррера, Джон Перласа)           | 1     | 3:03.68   | SB         |
| 13    | Бразилия (Лукас Карвалью, Александр Руссо, Андерсон Энрикис, Уго де Соуза)    | 2     | 3:04.02   | SB         |
| 14    | Ботсвана (Онкабетсе Нкоболо, Баболоки Тебе, Найджел Амос, Карабо Сибанда)     | 2     | 3:06.50   |            |
| 15    | Япония (Кэнтаро Сато, Юдзо Канэмару, Кадзуси Кимура, Косукэ Хории)            | 2     | 3:07.29   |            |
| 16    | Турция (Ахмет Касап, Батухан Алтынташ, Махсум Коркмаз, Явуз Джан)             | 1     | 3:15.45   |            |

### Финал
Финал в эстафете 4×400 метров у мужчин состоялся 13 августа 2017 года. Сборная США ожидаемо лидировала на протяжении всего забега, вслед за ними бежали команды Тринидада и Тобаго и Великобритании. В конце третьего этапа Мейчел Седенио отыграл отставание от лидеров и передал эстафетную палочку одновременно с американцем Майклом Черри. На заключительном отрезке тринидадец Лалонде Гордон продержался за спиной Фреда Керли из США, а затем обошёл того в финишном ускорении. Американцы впервые с 2003 года проиграли эстафету 4×400 метров среди мужчин на чемпионате мира.
| Место | Команда                                                                             | Результат | Примечания |
| ----- | ----------------------------------------------------------------------------------- | --------- | ---------- |
| 1     | Тринидад и Тобаго (Джаррин Соломон, Джерим Ричардс, Мейчел Седенио, Лалонде Гордон) | 2:58.12   | WL         |
| 2     | США (Уилберт Лондон, Гил Робертс, Майкл Черри, Фред Керли)                          | 2:58.61   | SB         |
| 3     | Великобритания (Мэттью Хадсон-Смит, Дуэйн Коуэн, Рабах Юсиф, Мартин Руни)           | 2:59.00   | SB         |
| 4     | Бельгия (Робин Вандербемден, Джонатан Борле, Дилан Борле, Кевин Борле)              | 3:00.04   |            |
| 5     | Испания (Оскар Усильос, Лукас Буа, Дарвин Эчеверри, Самуэль Гарсия)                 | 3:00.65   | NR         |
| 6     | Куба (Уильям Кольясо, Адриан Чакон, Осмайдель Пеллисьер, Йоандис Лескай)            | 3:01.10   | SB         |
| 7     | Польша (Каетан Душиньский, Рафал Омелько, Лукаш Кравчук, Тимотеуш Зимны)            | 3:01.59   | SB         |
| 8     | Франция (Людви Вайян, Томас Жордье, Мамаду Элиман Анн, Тедди Атин-Венель)           | 3:01.79   |            |